# 1828 en mathématiques
| Années des mathématiques : 1825 - 1826 - 1827 - 1828 - 1829 - 1830 - 1831    |
| Décennies des mathématiques : 1790 - 1800 - 1810 - 1820 - 1830 - 1840 - 1850 |

Cet article présente les faits marquants de l'année 1828 en mathématiques.

## Publications
- George Green : An Essay on the Applications of Mathematical Analysis to the Theories of Electricity and Magnetism (Essai sur l'application de l'analyse mathématique aux théories de l'électricité et du magnétisme ).Green établit la théorie du potentiel et détermine l'expression de fonctions-potentiels élémentaires applicables à l'électromagnétisme et établit un théorème essentiel d'intégration dit théorème de Green[1].

## Naissances
- 20 janvier : Cyrille Souillard (mort en 1898), astronome et mathématicien français.
- 11 septembre : Léopold Armand Hugo (mort en 1895), graphiste, sculpteur et mathématicien français.

## Décès
- 4 juin : Nicolas Halma (né en 1755), mathématicien français.
- 25 septembre : Barnabé Brisson (né en 1777), ingénieur des ponts et chaussées et mathématicien français.